# 武特卡尼鄉
46°28′N 27°58′E / 46.467°N 27.967°E
武特卡尼鄉（羅馬尼亞語：Comuna Vutcani, Vaslui），是羅馬尼亞的鄉份，位於該國東北部，由瓦斯盧伊縣負責管轄，面積68平方公里，海拔高度184米，2007年人口2,270，人口密度每平方公里33人。